# آزادراه ام۵۵

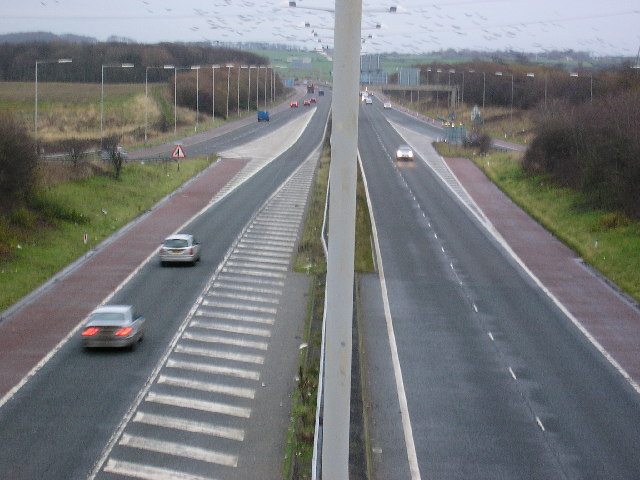
آزادراه ام۵۵

آزادراه ام۵۵ (به انگلیسی: M55 motorway) یک آزادراه در کشور انگلستان است.
این آزادراه که از شهر فولوود شروع میشود، ۱۸.۳ کیلومتر (۱۱.۴ مایل) مسافت دارد و از شهرهای مهمی مانند پرستون عبور میکند.